# マタム県
マタム県(Département de Matam)はセネガル共和国マタム州にある県。マタム、ウロスギ、チロンの3市とアニャム・シヴォル郡、オゴ郡からなる。県都はマタム。